# 鎧潟
鎧潟（よろいがた）は、かつて新潟県西蒲原郡（現在の新潟市西蒲区）に位置していた潟湖。旧巻町、旧西川町、旧潟東村にまたがっていた。

## 概要
面積は約9平方キロメートル。
中ノ口川と西川にはさまれた低湿地に潟湖が形成されたもので、排水池や用水池として利用された。
しかし、流れ出る河川が無かったために、大雨の時などに水が溜まり、あふれた水により周りの田畑の作物に大きな被害をもたらした。
現在は干拓により240ヘクタールの農地が造成されている。

## 歴史
- 文政年間（1818年〜1830年）に長岡藩により干拓が始められ[2]、潟の面積が著しく縮小した[3]。
  - 文政3年（1820年）には、潟の排水と新田開発を目的として内野新川が開削された[4]。
- 明治時代に排水機が設置され干拓が始まり[5]、明治末期までに潟の面積の半分が耕地となった[2]。
  - この頃鎧潟周辺の住民、農業以外に潟で漁業や鳥類の狩猟・植物の採集を行っていた[5]。
- 1959年（昭和34年）に国営事業による干拓が始まり[5]、1968年（昭和43年）、全面が干拓された[2][4]。